# Seleção Nicaraguense de Voleibol Feminino
A seleção nicaraguense de voleibol feminino é uma equipe caribenha composta pelos melhores jogadores de voleibol de Nicarágua. A equipe é mantida pela Federação Nicaraguense de Voleibol. Encontra-se na 56ª posição do ranking mundial da Federação Internacional de Voleibol segundo dados de 12 de setembro de 2023.
Nunca participou de uma edição de Jogos Olímpicos ou Campeonato Mundial. No âmbito continental, estreou no Campeonato da NORCECA em 1969, sendo seu melhor resultado sétimo lugar (1987).